# Ripsaw EV2

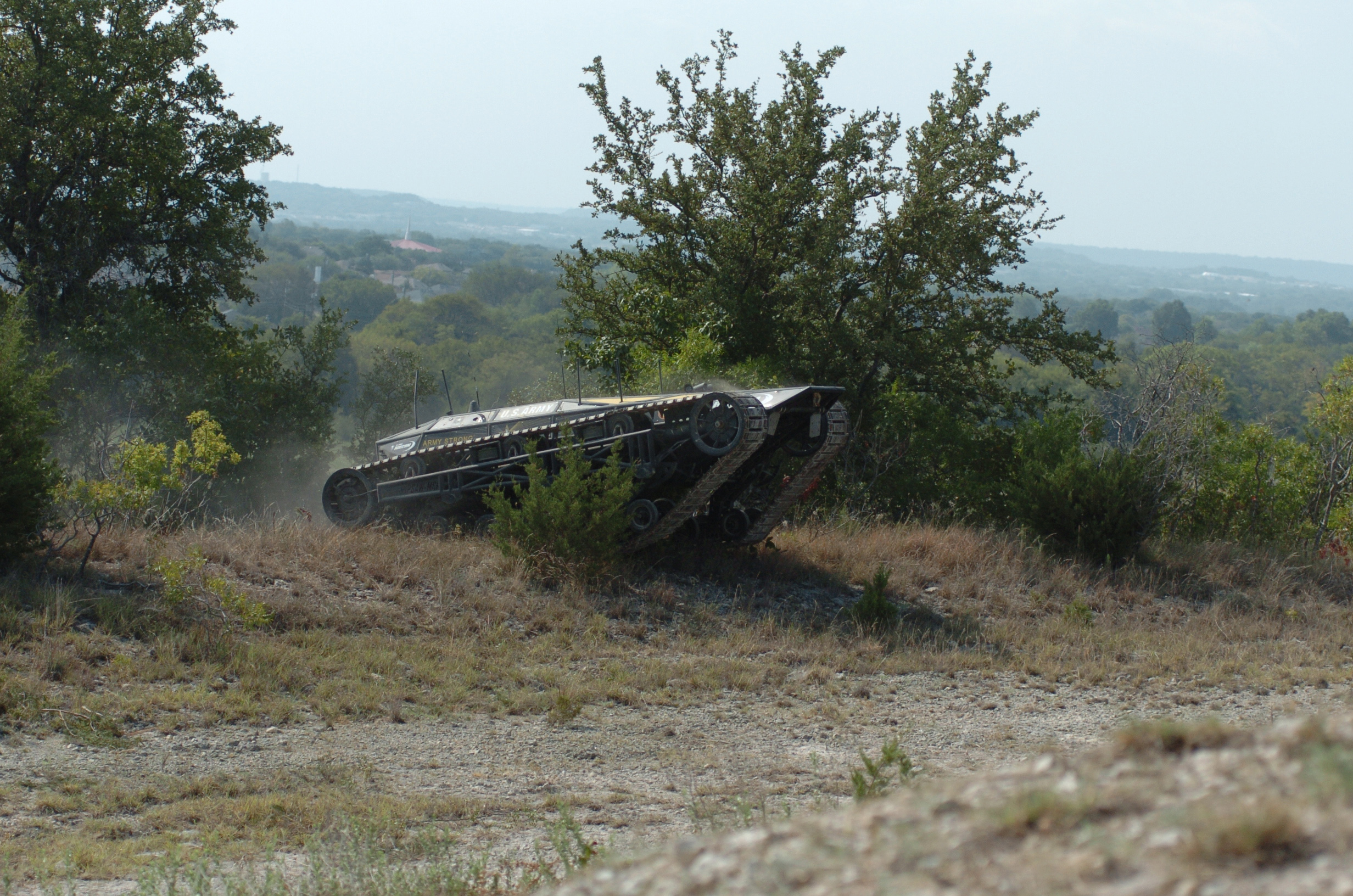
RIPSAW-MS1, prototipo in azione durante un'esercitazione militare

Ripsaw EV2 (Extreme Vehicle 2) o noto anche semplicemente come Ripsaw è un carro armato leggero disponibile in diverse varianti progettato e realizzato dalla Howe & Howe Technologies per l'impiego dell'esercito degli Stati Uniti. Il mezzo è stato destinato anche alla vendita e all'uso civile può superare una velocità di oltre 97 chilometri all'ora (60 mph) e ha un'autonomia di circa 480 chilometri (300 mi), si caratterizza per uno stile che richiama gli aeroplani Stealth. Il mezzo è stato impiegato nel film Fast & Furious 8.